# Amused to Death
Amused to Death är ett konceptalbum av den tidigare Pink Floyd-medlemmen Roger Waters, utgivet 1992. Albumet är uppbyggt runt en apa som sitter och bläddrar mellan olika TV-kanaler och upplever televisionens, och massmedia generellt, korrupta natur. Skivan mixades om till 5.1-ljud 2015 av den tidigare Pink Floyd-producenten James Guthrie. Den nya versionen innehåller en monolog av HAL 9000 som tidigare inte fick användas av upphovsrättsskäl.

## Låtlista
Samtliga låtar skrivna av Roger Waters.
1. "The Ballad of Bill Hubbard" - 4:19
2. "What God Wants, Part I" - 6:00
3. "Perfect Sense, Part I" - 4:16
4. "Perfect Sense, Part II" - 2:50
5. "The Bravery of Being Out of Range" - 4:43
6. "Late Home Tonight, Part I" - 4:00
7. "Late Home Tonight, Part II" - 2:13
8. "Too Much Rope" - 5:47
9. "What God Wants, Part II" - 3:41
10. "What God Wants, Part III" - 4:08
11. "Watching TV" - 6:07
12. "Three Wishes" - 6:50
13. "It's a Miracle" - 8:30
14. "Amused to Death" - 9:06